# Mandejski jeziki
Mandejski jeziki so skupina jezikov, ki jih v več državah zahodne Afrike govorijo mandejska ljudstva. Mednje spadajo ljudstva Maninka (Malinke), Mandinka, Soninke, Bambara, Kpelle, Jula (Diula), Bozo, Mende, Susu in Vai. Obstaja približno 60 do 75 mandejskih jezikov, ki jih govori 30 do 40 milijonov govorcev,predvsem v Burkini Faso, Maliju, Senegalu, Gambiji, Gvineji, Gvineji Bissau, Sierri Leone, Liberiji, Slonokoščeni obali in južni Mavretaniji, severni Gani, severozahodni Nigeriji in severnem Beninu. 
Mandejski jeziki kažejo nekaj podobnosti z jezikovno družino Atlantik–Kongo, zato so bili od 50. let prejšnjega stoletja kot celota predlagani za vključitev v večjo jezikovno družino Niger–Kongo. Ker mandejskim jezikom manjka morfologija samostalnikov, ki je primarna identifikacijska značilnost jezikov Atlantik–Kongo, jezikoslovci mandejske jezike skupaj z družino Atlantik-Kongo vedno bolj obravnavajo kot neodvisni jezikovni družini.

## Zgodovina
O starosti mandejskih jezikov obstajajo različna mnenja. 
Valentin Vydrin je zaključil, da je bila "domovina mandejskih jezikov v drugi polovici 4. tisočletja pr. n. št. v južni Sahari, nekje severno od 16° ali celo 18° severne zemljepisne širine in med 3° in 12° zahodne zemljepisne dolžine ", kar ustreza sedanji Mavretaniji in južni Zahodni Sahari. 
Če bi bila jezikovna pripadnost mandejskih jezikov bolj jasna, bi to pripomoglo tudi k odkrivanju njihove zgodovine. Joseph Greenberg je na primer predlagal, da se je skupina Niger-Kongo, ki po njegovem mnenju vključuje mandejsko jezikovno družino, začela razpadati okoli 7000 let pr. n. št. Njeni govorci so verjetno pripadali skupni neolitski kulturi, kar nakazujejo proto-nigersko-kongovske besede za "kravo", "kozo" in "gojiti".

## Klasifikacija
Raznolikost in globina družine mandejskih jezikov je primerljiva z indoevropsko. Skoraj univerzalno je sprejetih enajst vej družine: južni mande (dan in drugi), vzhodni mande (bisa, boko in drugi, samogo, bobo, soninke–bozo, jugozahodni mande (mende, kpele, loma in drugi), soso–džalonke, džogo, Vaj-kono, mokole in mandinka (bambara, djula in drugi). Splošno sprejeto je tudi, da veje tvorijo dve primarni veji, prvi dve veji jugovzhodni mande in ostale zahodni mande.
Večina notranjih klasifikacij mandejskih jezikov temelji na leksikostatistiki. Alternativna klasifikacija temelji na leksikalnih inovacijah in primerjalnem jezikoslovju. Naslednja klasifikacija je kombinacija obeh. 
- Mande
  - Jugovzhodni mande
    - Jugovzhodni mandejski jeziki (dan, mano in drugi)
    - Vzhodni mandejski jeziki (bisa, busa in drugi)

  - Zahodni mande
    - Centralnozahodni (mandinga–kpelle)
      - Centralni mande
        - Soso–jalonški jeziki
        - Mandinga–jɔgɔ
          - Jogojski jeziki
          - Mandinga-vaj
            - Vaj-konski jeziki
            - Mandinga–mokole
              - Mandinški jeziki
              - Mokolski jeziki

      - Jugozahodni mandejski jeziki (mende, kpelle in drugi)

    - Severozahodni (samogo–soninke)
      - Džovulski jeziki (Džovulu)
      - Pravi severozahodni 
        - Samoški jeziki
        - Soninke–bobo
          - Bobojski jeziki
          - Soninke-bozojski jeziki